# المعمر (همدان)

تعديل مصدري - تعديل

المعمر هي إحدى قرى عزلة وادعة بمديرية همدان التابعة لمحافظة صنعاء، بلغ تعداد سكانها 2535 نسمة حسب تعداد اليمن لعام 2004.